# Вахоушек, Штепан
Ште́пан Ва́хоушек (чеш. Štěpán Vachoušek; родился 26 июля 1979 года в Духцове) — чешский футболист, полузащитник.

## Карьера

### Клубная
Воспитанник школ «Локомотива» из Билины и «Теплице». В составе последнего клуба впервые появился в 1998 году. Для набора опыта отправлялся в аренду в клубы «Ческа-Липа», «Ксаверов» и «Хмел» (Блшани). В 2001 году его игра привлекла внимание пражской «Славии», и он в марте 2002 года был куплен клубом за 35 миллионов крон. Этот трансфер стал самым дорогим в чемпионате Чехии по футболу. После 18 лет выступлений в Чехии (с учётом игр в составах молодёжных клубов) перешёл во французский «Олимпик Марсель».
Удачно выступив в кубке УЕФА, он получил предложение от венской «Аустрии» и перешёл туда на правах аренды на один год. Проведя успешный сезон («Аустрия» дошла до 1/4 финала Кубка УЕФА, уступив там «Парме»), он в апреле 2005 года в матче чемпионата Чехии получил очень тяжёлую травму колена и выбыл из строя на полгода. Не успел он отыграть сезон 2006/07, как случился рецидив травмы, и Вахоушек опять выбыл из основного состава команды. Позднее пошли слухи о завершении игроком карьеры, однако 29 марта 2008 Вахоушек вернулся и сыграл свой первый после восстановления матч за «Аустрию».
Летом 2008 года Вахоушек присоединился к клубу «Теплице», а в августе подписал контракт о выступлении на правах аренды за «Спарту»

### В сборной
В основной сборной он выступал с 2002 по 2006 годы, сыграл на чемпионате Европы в Португалии, участвовал в победной игре с немцами (2:1). В составе сборной до 21 года сыграл 20 игр, стал чемпионом Европы 2002 года.

## Статистика выступлений за сборную
| Матчи Штепана Вахоушека за сборную Чехии | Матчи Штепана Вахоушека за сборную Чехии | Матчи Штепана Вахоушека за сборную Чехии | Матчи Штепана Вахоушека за сборную Чехии | Матчи Штепана Вахоушека за сборную Чехии | Матчи Штепана Вахоушека за сборную Чехии | Матчи Штепана Вахоушека за сборную Чехии |
| ---------------------------------------- | ---------------------------------------- | ---------------------------------------- | ---------------------------------------- | ---------------------------------------- | ---------------------------------------- | ---------------------------------------- |
| №                                        | Дата                                     | Оппонент                                 | Счёт                                     | Голы                                     | Соревнование                             |                                          |
| 1                                        | 17 апреля 2002                           | Греция                                   | 0:0                                      | -                                        | Товарищеский матч                        |                                          |
| 2                                        | 12 октября 2002                          | Молдова                                  | 2:0                                      | -                                        | Отборочный матч ЧЕ-2004                  |                                          |
| 3                                        | 16 октября 2002                          | Беларусь                                 | 2:0                                      | -                                        | Отборочный матч ЧЕ-2004                  |                                          |
| 4                                        | 20 ноября 2002                           | Швеция                                   | 3:3                                      | 1                                        | Товарищеский матч                        |                                          |
| 5                                        | 12 февраля 2003                          | Франция                                  | 2:0                                      | -                                        | Товарищеский матч                        |                                          |
| 6                                        | 2 апреля 2003                            | Австрия                                  | 4:0                                      | -                                        | Отборочный матч ЧЕ-2004                  |                                          |
| 7                                        | 30 апреля 2003                           | Турция                                   | 4:0                                      | -                                        | Товарищеский матч                        |                                          |
| 8                                        | 6 сентября 2003                          | Беларусь                                 | 3:1                                      | -                                        | Отборочный матч ЧЕ-2004                  |                                          |
| 9                                        | 10 сентября 2003                         | Нидерланды                               | 3:1                                      | -                                        | Отборочный матч ЧЕ-2004                  |                                          |
| 10                                       | 11 октября 2003                          | Греция                                   | 3:2                                      | 1                                        | Отборочный матч ЧЕ-2004                  |                                          |
| 11                                       | 12 ноября 2003                           | Канада                                   | 5:1                                      | -                                        | Товарищеский матч                        |                                          |
| 12                                       | 28 апреля 2004                           | Япония                                   | 0:1                                      | -                                        | Товарищеский матч                        |                                          |
| 13                                       | 2 июня 2004                              | Болгария                                 | 3:1                                      | -                                        | Товарищеский матч                        |                                          |
| 14                                       | 6 июня 2004                              | Эстония                                  | 2:0                                      | -                                        | Товарищеский матч                        |                                          |
| 15                                       | 23 июня 2004                             | Германия                                 | 2:1                                      | -                                        | ЧЕ-2004. Групповая стадия                |                                          |
| 16                                       | 18 августа 2004                          | Греция                                   | 0:0                                      | -                                        | Товарищеский матч                        |                                          |
| 17                                       | 8 сентября 2004                          | Нидерланды                               | 0:2                                      | -                                        | Отборочный матч ЧМ-2006                  |                                          |
| 18                                       | 9 октября 2004                           | Румыния                                  | 1:0                                      | -                                        | Отборочный матч ЧМ-2006                  |                                          |
| 19                                       | 13 октября 2004                          | Армения                                  | 3:0                                      | -                                        | Отборочный матч ЧМ-2006                  |                                          |
| 20                                       | 17 ноября 2004                           | Македония                                | 2:0                                      | -                                        | Отборочный матч ЧМ-2006                  |                                          |
| 21                                       | 9 февраля 2005                           | Словения                                 | 3:0                                      | -                                        | Товарищеский матч                        |                                          |
| 22                                       | 30 марта 2005                            | Андорра                                  | 4:0                                      | -                                        | Отборочный матч ЧМ-2006                  |                                          |
| 23                                       | 1 марта 2006                             | Турция                                   | 2:2                                      | -                                        | Товарищеский матч                        |                                          |